# Ambroise du Kongo
Ambroise du Kongo (Mbemba a Nkanga Ntinu en kikongo et  D. Ambrósio en portugais),  mort en mars 1631, fut roi du Kongo de 1626 à 1631

## Origine
Ambroise est le fils d'Alvare III du Kongo. Jugé trop jeune à la mort de son père, il est écarté du trône en faveur de Pierre II du Kongo, remplacé deux ans plus tard par son fils Garcia Ier

## Règne
En 1626 Manuel Jordão, le duc de Nsundi, s'empare de la capitale Sao Salvador d'où le roi Garcia Ier s'enfuit avec sa famille. Après la mort de Garcia, Ambroise est intronisé, mais il doit faire face à l'opposition notamment de Paulo Ier le comte de Soyo (1624-1641), nommé par son prédécesseur. Manuel Jordão convoqué dans la capital y arrive le 8 mars 1628. le roi Ambroise attaque sa suite qui est vaincue, il se débarrasse alors de son protecteur qui, dépossédé de son titre, exilé dans une île du fleuve Congo,  est condamné à de durs travaux qui entrainent sa mort. Le roi tente de gouverner dans un climat de complots permanents jusqu'à son assassinat en mars 1631

## Sources
- (en) Anne Hilton, The Kingdom of Kongo, Clarendon Press, 1985, p. 86 Fig. 1.
- (en) John K. Thorton, The Kingdom of Kongo, ca. 1390-1678. The Development of an African Social Formation, vol. 22, n° 87-88, Systèmes étatiques africains, Cahiers d'études africaines, p. 325-342.
- (en) John K. Thornton, A history of west central Africa to 1850, Cambridge, Cambridge University Press, 2020, 365 p. (ISBN 978-1-107-56593-7).